# Jean Luchaire
Jean Luchaire (Siena (Italië), 21 juli 1901 – Fort-de-Châtillon, 22 februari 1946) was een Franse journalist en collaborateur tijdens de Tweede Wereldoorlog.

## Familie
Hij was de zoon van de historicus en schrijver Julien Luchaire en Fernande Dauriac. Hij trouwde in 1920 met Françoise Besnard. Uit het huwelijk werden vier kinderen geboren.

## Promotor van Frans-Duitse relaties
Luchaire was getuige van de opkomst van het fascisme in Italië en wijdde zich aan de journalistiek in Frankrijk. Hij beschouwde het Verdrag van Versailles als onrechtmatig tegenover Duitsland en Luchaire was een zeer vroege voorstander van een toenadering tussen Frankrijk en Duitsland. Met dit in gedachten richtte hij in 1927 de maandelijkse Notre Temps op, dat door Aristide Briand werd ondersteund. Bij het tijdschrift waren onder andere Bertrand de Jouvenel, André Weil-Curiel, Jacques Chabannes, Pierre Brossolette en Pierre Mendès France betrokken.

## Ontmoeting met Abetz en propaganda
In 1930 ontmoette Luchaire Otto Abetz, de latere ambassadeur van het Derde Rijk in Parijs tijdens de bezetting. Hij kreeg met hem een blijvende vriendschap. Met deze nazivertegenwoordiger werkte Luchaire aan de ontwikkeling van culturele propaganda (de “Cercle du Sohlberg”) en media (zoals het tijdschrift revue les Cahiers franco-allemands) dat bestemd was voor de jonge intellectuelen.

## Tweede Wereldoorlog
Na de nederlaag van Frankrijk in 1940 kwam er nog nauwere samenwerking tussen Luchaire en Abetz, toen veel Fransen een beleid van samenwerking overwogen. Vanaf november 1940, Luchaire richtte de krant Les Nouveaux temps op en het nam een belangrijke plaats in de Parijse pers in. Door zijn trouw aan het Vichy-regime werd  Luchaire president van de Association de la presse parisienne en werd in 1941 president van Corporation nationale de la presse Française. 
Na de bevrijding van Frankrijk vluchtte Luchaire (samen met Marcel Déat en Fernand de Brinon) naar Sigmaringen in Duitsland. Hij werd daar commissaris voor Informatie in de Regeringscommissie van Sigmaringen. Daarnaast was Luchaire directeur van de Franstalige krant La France, de krant voor Franse ballingen in Sigmaringen. 

## Na de oorlog
Na de Duitse nederlaag vluchtte Luchaire naar Italië, naar eerst een vergeefse poging om politiek asiel te krijgen in Liechtenstein en Zwitserland. Hij werd in mei 1945 gearresteerd en keerde samen met zijn vrouw (gearresteerd in Duitsland) terug naar Parijs.  In januari 1946 kwam Luchaire voor de Haute Cour wegens samenwerking met de vijand. Hij werd ter dood veroordeeld en op 22 februari geëxecuteerd in Fort-de-Châtillon.  